# Wahlen 1846
◄◄ | ◄ | 1842 | 1844 | 1845 | Wahlen 1846 | 1847 | 1848 | 1849 | 1850 | ► | ►►

Weitere Ereignisse
Die Liste der Wahlen 1846 umfasst Parlamentswahlen, Präsidentschaftswahlen, Referenden und sonstige Abstimmungen auf nationaler und subnationaler Ebene, die im Jahr 1846 weltweit abgehalten wurden.
Das damalige Wahlrecht entsprach typischerweise nicht den Wahlrechtsgrundsätzen der direkten, geheimen und gleichen Wahl. Zeittypisch waren oft nur kleine Teile der Bevölkerung wahlberechtigt, ein Frauenwahlrecht war nicht gegeben.

## Termine
| Land               | Datum                | Link zur Wahl 1846                                  | Link zur letzten Wahl | Bemerkung |
| ------------------ | -------------------- | --------------------------------------------------- | --------------------- | --------- |
| Kirchenstaat       | 14. Juni – 16. Juni. | Konklave                                            | 1830–1831             |           |
| Vereinigte Staaten | ab dem 2. Aug.       | Wahl zum Repräsentantenhaus der Vereinigten Staaten | 1844                  |           |
| Vereinigte Staaten | 3. November          | Gouverneurswahl in New York                         | 1844                  |           |